# سوسمار صخره‌ای جنوبی
سوسمار صخره‌ای جنوبی یا سوسمار سنگی جنوبی (نام علمی: Australolacerta australis)، یکی از گونه‌های سوسمار از خانواده سوسماران راستین و بومی کیپ غربی، آفریقای جنوبی است که در خوش‌بوته‌زارها در دامنه‌های کوهی سنگی یافت می‌شود.
سوسمار صخره‌ای جنوبی یک گونه تخم‌زا است که به طول پوزه ۵۰–۶۵ میلیمتر (۲٫۰–۲٫۶ اینچ) و گاهی تا ۷۰ میلیمتر (۲٫۸ اینچ) رشد می‌کند.